# Uhnów
Uhnów (ukr. Угнів, Uhniw) – miasto na Ukrainie, w obwodzie lwowskim, w rejonie szeptyckim. Jest to obecnie najmniejsze miasto na Ukrainie liczące 881 mieszkańców, całkowita liczba mieszkańców podawana jest ze wsią Zastawne.
Prywatne miasto szlacheckie lokowane w 1462 roku położone było w XVI wieku w województwie bełskim.

## Położenie
Uhnów leży obecnie ok. 3 km od dzisiejszej granicy z Polską w linii prostej. Od przejścia w Hrebennem miejscowość dzieli niespełna 22 km. Miasto jest oddalone od Szeptyckiego (dawniej Krystynopol) o ok. 35 km, a od Lwowa o ok. 75 km (82 km od ścisłego centrum miasta). Uhnów położony jest w odległości blisko 530 km od Kijowa. Przez miasto przepływa rzeka Sołokija.

## Historia
- pierwsza wzmianka o Uhnowie pojawia się w 1360
- w roku 1462 Uhnów otrzymał przywilej na prawo miejskie od króla Polski Kazimierza Jagiellończyka
- 1470 – początek parafii katolickiej i budowa drewnianego kościoła z fundacji chorążego płockiego Zygmunta z Radzanowa
- 1621 – najazd Tatarów
- 1624 – morowe powietrze (zaraza)
- 1632 – pożar miasta
- połowa XVII wieku – napady Kozaków na miasto
- 1695 – budowa nowego ceglanego obronnego kościoła (poprzedni drewniany spłonął) fundacji rodziny Duninów
- 1772 – pierwszy rozbiór Polski; Uhnów pod zaborem austriackim
- w okresie międzywojennym w Polsce miasto znajdowało się w województwie lwowskim, w powiecie rawskim
- 1 lipca 1934 roku do Uhnowa włączono obszar zniesionej gminy Zastawie[4]
- 17 września 1939 w wyniku agresji sowieckiej na Polskę zajęty przez ZSRR, w latach 1940–1941 i 1944 siedziba rejonu uhnowskiego
- od czerwca 1941 okupacja niemiecka, miasto znacznie zniszczone podczas II wojny światowej
- W latach 1942–1943 Niemcy i Ukraińska Policja Pomocnicza zamordowali wszystkich Żydów, część na miejscu, a część w obozach zagłady
- W latach 1943 1946 nacjonaliści ukraińscy z OUN-UPA zamordowali tutaj 101 Polaków, w tym wójta gminy Jana Piroszyna oraz kilkunastu milicjantów i żołnierzy 7 pułku piechoty z 3 Dywizji Piechoty[5].
- od 1944 – nie zaliczony do miast[6] – należał do Polski (gmina Uhnów, powiat tomaszowski, województwo lubelskie, także siedziba gminy Tarnoszyn)
- 15 lutego 1951 w ramach umowy o zamianie granic wcielony do Ukraińskiej SRR. W okolicach Uhnowa znajdowały się bogate złoża węgla kamiennego
- W 1989 roku liczyło 1161 mieszkańców[7][8].
- od 1991 Uhnów znajduje się w republice Ukrainy.

W mieście znajduje się pomnik poświęcony Ukraińskiej Powstańczej Armii (UPA).
Ludność miasta jeszcze w 1890 roku szacowano na 4,7 tys. Odtąd stale malała: 4,5 tys. w 1900 r., 3,9 tys. w 1939 r., 1,9 tys. w 1959 r., 1,5 tys. w 1970 r., i 1021 w 2001 r.
Od 2004 roku z inicjatywy proboszcza z pobliskich Dynisk ks. Wiesława Mokrzyckiego odbywa się corocznie w czerwcu pielgrzymka do Uhnowa (przed wojną Dyniska należały do parafii w Uhnowie), w których uczestniczy wielu byłych polskich mieszkańców z Uhnowa i ich potomków rozsianych po całej Polsce

## Zabytki
- kościół pw. Wniebowzięcia Najświętszej Marii Panny, katolicki, ceglany (obronny) z 1695, wybudowany na miejscu poprzedniego drewnianego który spłonął. Architekt Wojciech Lenartowicz. Jedna z kościelnych wież została zniszczona w 1915 roku podczas niemieckiego ostrzału miasta. Kościół restaurowany w dwudziestoleciu międzywojennym. Zniszczony za czasów Ukraińskiej SRR, obecnie chyli się ku całkowitej ruinie. Dzwonnica kościelna pozostaje poważnie zniszczona, brama główna zdewastowana
- cerkiew murowana z XIX wieku, odnowiona w 1893 i przebudowana na początku XX wieku. Przed II wojną światową była jedną z najładniej pomalowanych cerkwi Małopolski. Wykonawcą w latach 1933–1936 tego dzieła był artysta Damian Horniatkiewicz
- żydowska ceglana synagoga z początku XX wieku (obecnie miejscowi urządzili w niej małą fabrykę)
- budynek chederu (żydowskiej szkoły)
- budynek starego młyna
- miejscowe cmentarze: chrześcijański i żydowski

Przed II wojną światową za czasów Rzeczypospolitej w Uhnowie znajdował się stary rynek otoczony rzędami drewnianych budowli z podcieniami. Dzisiaj po dawnej zabudowie nie zachował się żaden ślad.

## Urodzeni w Uhnowie
- Paweł Kukiz – burmistrz Uhnowa w l. 1894–1897, pradziadek piosenkarza i polityka Pawła Kukiza[9].
- Myrosław Onyszkewycz – pułkownik UPA, odpowiedzialny za mordy na ludności polskiej[9].
- Edward Żuk – starosta powiatu tomaszowskiego w latach 1998–2006[9].